# Paraphaenocladius trichialis
Paraphaenocladius trichialis är en tvåvingeart som beskrevs av Chaudhuri och Sinharay 1989. Paraphaenocladius trichialis ingår i släktet Paraphaenocladius och familjen fjädermyggor. Inga underarter finns listade i Catalogue of Life.